# André Dussollier
André Dussollier (ur. 17 lutego 1946 w Annecy) – francuski aktor. Dwukrotnie (w 1993 i 2002) zdobył nagrodę Cezara za najlepsze role drugoplanowe w filmach: Serce jak lód (1992; reż. Claude Sautet) i Sala oficerska (2001; reż. François Dupeyron). W 1998 otrzymał statuetkę Cezara dla najlepszego aktora, za rolę w filmie Znamy tę piosenkę (1997; reż. Alain Resnais).

## Filmografia
- Całe nasze życie (1974) jako Simon Duroc
- Serce jak lód (1992) jako Maxime
- Mała apokalipsa (1992) jako Jacques
- Opowieść o ubogim młodzieńcu (1995) jako prokurator Moscati
- Ostatni rozdział (1997) jako doktor Boyer
- Znamy tę piosenkę (1997) jako Simon
- Amelia (2001) jako narrator
- Sala oficerska (2001) jako chirurg
- Vidocq (2001) jako Lautrennes
- Tanguy (2001) jako Paul Guetz
- Przyjaciel gangstera (2003) jako psychiatra
- Bardzo długie zaręczyny (2004) jako Maître Pierre-Marie Rouvières
- 36 (2004) jako Robert Mancini
- Nie mów nikomu (2006) jako Jacques Laurentin
- Farma skowronków (2007) jako pułkownik Arkan
- Bazyl. Człowiek z kulą w głowie (2009) jako Nicolas Thibault de Fenouillet
- Piękna i Bestia (2014) jako ojciec Pięknej, kupiec
- Dyplomacja (2014) jako Raoul Nordling, konsul Szwecji w Paryżu
- To jest nasz kraj (2017) jako Philippe Berthier
- Wszystko poszło dobrze (2021) jako André Bernheim
- Czarna skrzynka (2021) jako Philippe Rénier

## Nagrody
- Cezar
  - 1993: Najlepszy aktor drugoplanowy, za Serce jak lód
  - 1998: Najlepszy aktor, za Znamy tę piosenkę
  - 2002: Najlepszy aktor drugoplanowy, za Sala oficerska